# スフラワルディー教団
スフラワルディー教団（阿: سهروردية）とは、スフラワルディー（1097–1168）を祖とする、イスラム教スーフィズム教団（タリーカ）の1つ。

## 歴史
この教団はクルディスタンのクルド人部族の間で発生したものだが、創始者の甥（1144–1234）の時代に急速な発展・普及を見せた。彼はアッバース朝のカリフ・ナースィルによって、アイユーブ朝、ルーム・セルジューク朝、ホラズム・シャー朝への使者に任命され、バグダッドに修道場（リバート）が作られるなど後援を受け、スフラワルディー教団は隆盛、各地へ普及した。
また、彼の命令を受けた弟子たちが、パキスタン、インド地域へも普及させた。